# 奇里瓜諾灣
奇里瓜諾灣（英語：Chiriguano Bay）是南極洲的海灣，位於帕默群島的布拉班特島南端，處於斯特拉思角東北面，由阿根廷探險隊測量和命名，現時由南極條約體系管理。